# André Folliet
Pour les articles homonymes, voir Folliet.
André Folliet, né le 18 mars 1838 à Saint-Jean-de-Maurienne (Duché de Savoie) et mort le 22 mars 1905 à Paris, est un avocat, historien de la Savoie et homme politique français.

## Biographie
André Eugène Folliet est né le 18 mars 1838 à Saint-Jean-de-Maurienne, dans le duché de Savoie (Royaume de Sardaigne).
Il fait des études de droit à l'université de Turin, puis à Paris.
Auteur d'ouvrages sur l'histoire de la Savoie, il est élu le 10 décembre 1874 à l'Académie des sciences, belles-lettres et arts de Savoie, avec pour titre académique Effectif (titulaire) et membre de l'Académie chablaisienne.
Élu député en 1871, il est réélu en 1876, lors d'un élection partielle. En mai 1877, il est l'un des signataires du manifeste des 363. Il est de nouveau élu en octobre 1877, et conserve son siège jusqu'en 1894, date à laquelle il rejoint le Sénat.
Il fut rapporteur lors du vote de la loi municipale du 5 avril 1884.

## Mandats
Il fut :
- Conseiller général
- 1904 à 1905 : Président du Conseil général de la Haute-Savoie. Il succède à la présidence à Félix Francoz mort en 1904.
- 1871 à 1894 : Député de la Haute-Savoie
- 1894 à 1905 : Sénateur de la Haute-Savoie

## Décorations
Il est fait :
- Officier de l'Ordre de la Légion d'honneur
- Ordre de la Couronne d'Italie
- Officier d'Académie

## Publications
- Révolution française. Les volontaires de la Savoie, 1792-1799, 1887
- Abel Jacquet, Sur le versant du Salève : la chartreuse de Pomier. D'après le manuscrit d'André Folliet, Annecy, Académie salésienne, 1980, 210 p. (lire en ligne sur Gallica)
- La vérité sur la zone franche de la Haute-Savoie, 1902 (lire en ligne sur Gallica)
- Les volontaires de la Savoie, 1792-1799 : la légion allobroge et les bataillons du Mont-Blanc, 1887 (lire en ligne sur Gallica)
- Histoire de la commune de Beaumont, imprimerie Dubouloz, 1902
- Monographie de la commune de Beaumont : Première partie, la paroisse et la seigneurie de Beaumont sous la féodalité et les communautés de Beaumont, Jussy & le Chable jusqu'en 1792, t. XIII, Mémoires et Documents, Académie chablaisienne, 1899, 233 p.
- Monographie de la commune de Beaumont : Deuxième partie de 1792 à 1900, t. XIV, Mémoires et Documents, Académie chablaisienne, 1900, 221 p.